# Daffy Duck président
Daffy Duck président (Daffy Duck for President) est un cartoon, réalisé par Spike Brandt et Tony Cervone et sorti en 2004, qui met en scène Bugs Bunny et Daffy Duck.